# Camey Doucet
Camey Doucet est un chanteur cadien né le 4 avril 1939 à Crowley, Louisiane. 
Camey Doucet a été deux fois récompensé par la Cajun French Music Association et a été introduit dans le "Hall of fame" en 1997, année inaugurale de ce trophée, et il a été récompensé pour sa "Contribution continue à la musique Cajun" en 2004. Il a connu un succès régional dans les années 1970 avec l'accordéoniste Jimmy Thibodeaux au sein du groupe « Musique ».

## Biographie
Camey est né le 4 avril 1939 à Crowley, Louisiana (États-Unis). Il est le fils de Julian et Louisa Doucet. Camey s'et marié avec Deanna Brasseaux en 1959 et ils ont eu deux enfants, mark et Nancy. CILs ont également sept petits-enfants : Hannah, Hailey, Harley, Hunter, Haven, Dylan, et Kelsey.
Camey a servi deux ans dans l’U.S. Army, et a travaillé comme policier à Crowley pendant trois ans.  
Il a commencé sa carrière dans la radio après avoir prêté des amplificateurs et des haut-parleurs à la station AM 1560 KAJN. Camey y fut recruté comme agent commercial. Deux mois plus tard, on lui donna la responsabilité d’un Programme français du samedi, dont il s'occupa pendant trois ans et demi.
« Né musicien », d'après sa mère, « il essayait de chanter avant même de savoir parler »[réf. nécessaire], il a enregistré son premier disque à KAJN. Puis Camey a travaillé de nombreuses années pour différentes stations de radio du Sud des États-Unis, KSIG, KLVI, KROF.
Camey a enregistré plusieurs 45 tours, 5 albums et un CD. Il a chanté du gospel en Français et a composé quelques chansons qui ont rencontré une certaine popularité, comme Who stole the Pies.
La chanson de Camey Doucet la plus connue est probablement[réf. nécessaire] Mom, I'm Your Little Boy.

## Je Suis Toujours Ton 'tit Garçon
In 1976, Camey Doucet a sorti la chanson Je Suis Toujours Ton 'tit Garçon. La face b étant Hold My False Teeth, chanson, chez Swallow Records. Je Suis Toujours Ton 'tit Garçon est un de se plus grands succès. C'est une ode à sa mère. Mais la maman de Camey n’a malheureusement jamais pu entendre cette chanson.

## Discographie
Liste incomplète (que vous pouvez éditer).
Mom I'm Still your little boy (Swallow 10251) 1976.